# Питательный колпак

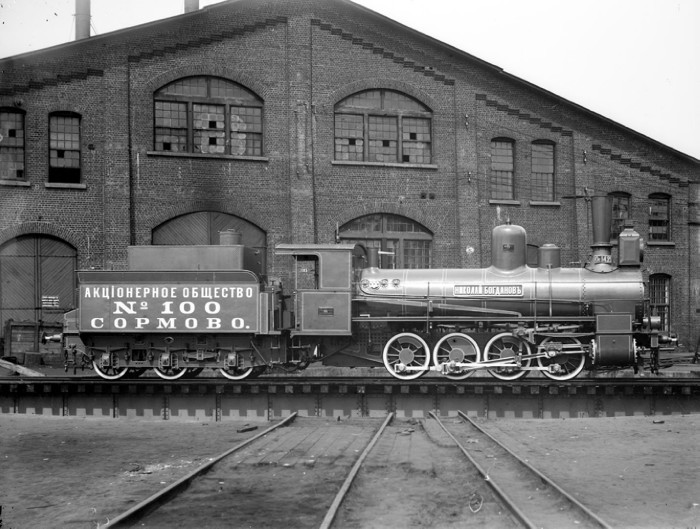
Паровоз О^{Д}. Питательный колпак заметно возвышается вверху котла

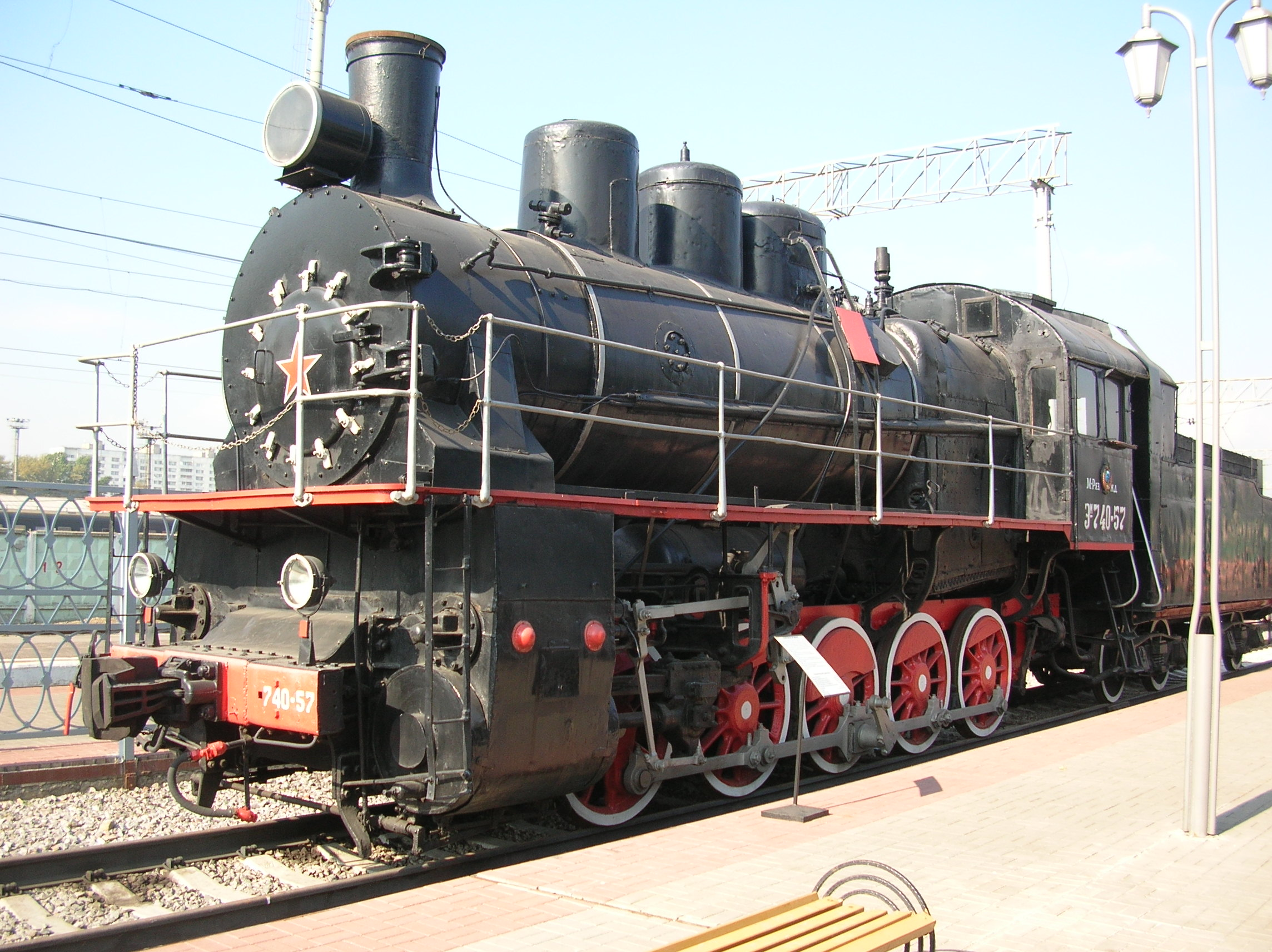
Паровоз Э^{м}. Питательный колпак расположен сразу за дымовой трубой перед сухопарником и песочницей

Питательный колпак — элемент конструкции парового котла паровоза, расположенный преимущественно над цилиндрической частью ближе к дымовой коробке. Служит для ускорения нагревания воды.
Принцип действия питательного колпака следующий: по кольцевым каналам вода поступает от инжекторов в верхнюю часть колпака, где вытекает в виде душа на расположенную под трубами сетку, которая дробит воду на ещё более мелкие струи, которые гораздо легче прогреть, нежели один большой поток. Далее уже эти нагретые струи и поступают в паровой котёл. Так как от нагрева из воды выделяются соли, ил и прочий сор, в нижней части котла прямо под питательным колпаком устанавливают грязевик для сбора отлагающейся грязи. Таким образом питательный колпак способствовал и снижению загрязнения внутренней поверхности котла.
Питательные колпаки делались преимущественно штампованными из одного листа, так как это позволяло удешевить производство. С появлением более мощных паровозов с большими и высоко поднятыми котлами, от питательного колпака отказались, а для прогрева воды иногда использовали трубчатый водоподогреватель. Нередко питательный колпак путают с расположенным за ним сухопарником, тем более что они очень часто одинаковой конструкции.